# Дейвид Андърс
Дейвид Андърс Холт (на английски: David Anders Holt; роден на 11 март 1981 г.) е американски актьор. Известен е с ролите си на Джулиън Сарк в „Наричана още“, Адам Монро в „Герои“, Джон Гилбърт в „Дневниците на вампира“ и д-р Уейл в „Имало едно време“.